# Sistema conjunto de designación de tipo de electrónica
El Sistema Conjunto de Designación de Tipo de Electrónica (en inglés: Joint Electronics Type Designation System (JETDS)), que previamente era conocido como el Sistema Unificado de Nomenclatura Ejército-Armada (en inglés: Joint Army-Navy Nomenclature System) (o sistema AN) y el Sistema Unificado de Nomenclatura de Comunicaciones-Electrónica (en inglés: Joint Communications-Electronics Nomenclature System), es un método desarrollado durante la Segunda Guerra Mundial por el Departamento de Guerra de Estados Unidos para asignar un código de identificación no clasificado para el equipo electrónico. El JETDS es descrito en detalle en el MIL-STD-196.
Programas de computadores y componentes electrónicos comerciales sin modificaciones para los cuales el fabricante original retiene el control del diseño no son cubiertos por este estándar.

## Uso
El material electrónico, desde el punto de vista militar, generalmente incluye aquellos dispositivos electrónicos empleados en el procesamiento de datos, la detección y el seguimiento (submarino, de superficie, terrestre, aire y espacial), el reconocimiento e identificación, las comunicaciones, las ayudas a la navegación, el control de armamento y evaluación, el control del vuelo, y las contramedidas electrónicas. La nomenclatura es asignada a:
- Material electrónico de diseño militar.
- Material electrónico que ha sido modificado para uso militar y requiere de una identificación y control de diseño militar.
- Material electrónico que está destinado a ser usado por otras agencias federales u otros gobiernos que participan el sistema de nomenclatura.

### Sistemas
En el sistema JETDS, los sistemas o conjuntos de equipo completos le es designada una secuencia de letras y dígitos con un prefijo AN/, y luego tres letras, un guion, un número y, ocasionalmente, algunas letras opcionales, por ejemplo AN/AAA-nnn con un sufijo (Vn)- versión del hardware/software. Las tres letras indican donde el equipo es usado, que es lo que hace y su propósito. Por ejemplo, la AN/PRC-77 es una radio portátil (Portable Radio) usada para Comunicaciones bidireccionales. Los números para cualquier tipo de equipo son asignados secuencialmente, de esta forma los números más altos indican sistemas más modernos.
Los códigos de tres letras tienen los siguientes significados:

#### Primera letra: instalación
- A - Avión tripulado
- B - Móvil submarino o submarino
- C - Equipo criptográfico (usado solo por la NSA (anteriormente aerotransportable)
- D - Transporte no tripulado (drone, vehículo aéreo no tripulado)
- F - Terrestre no móvil
- G - Uso terrestre general
- K - Anfibio
- M - Terrestre móvil
- P - Portable por un ser humano
- S - Aguar (nave de superficie)
- T - Transportable (terrestre)
- U - Uso general (multiuso)
- V - Vehículo (terrestre)
- W - Superficie y submarino agua combinados
- Z - Vehículos aéreos pilotados/sin piloto combinados

#### Segunda letra: tipo de equipo
- A - Luz invisible, radiación calorífica (por ejemplo, infrarrojo)
- B - Comunicaciones seguras (usado solo por la NSA)  (anteriormente Paloma mensajera)
- C - Portador (onda o señal electrónica)
- D - Radioactividad (Detección, identificación y cálculo de radioactividad)
- E - Láser (anteriormente Protección y Control Nuclear, NUPAC, Nuclear Protection & Control)
- F - Fibra óptica (anteriormente Fotografía)
- G - Telegrama o teletipo
- I - Interfonía o sistemas de anuncios públicos
- J - Electromecánico o cable inercial cubierto
- K - Telemetría
- L - Contramedidas
- M - Meteorología
- N – Sonido en la atmósfera
- P - Radar
- Q - Sonar y sonido submarino
- R - Radio
- S - Especial o combinaciones
- T - Telefonía (con cables)
- V - Visual, luz visible
- W - Armamento (no cubierto en otra parte)
- X - Fax o Televisión
- Y - Procesamiento de datos
- Z - Comunicaciones (solo usado por la NSA)

#### Tercera letra: propósito
- A – Montaje Auxiliar
- B - Bombardeo
- C - Comunicaciones (bidireccional)
- D - Localización, reconocimiento y vigilancia
- E - Eyección y/o liberación
- G - Control de fuego o dirección de reflectores
- H - Grabación y/o reproducción
- K - Computación
- L - Sin uso actual. Era para Control de reflectores, ahora cubierto por la letra "G".
- M - Mantenimiento o pruebas
- N - Ayudas a la navegación
- P - Sin uso actual. Era reproducción, ahora cubierto por la letra "H".
- Q - Especial o combinaciones
- R - Recepción o detección pasiva
- S - Detección, Alcance y Dirección, Búsqueda
- T - Transmisión
- W - Vuelo automático o control remoto
- X - Identificación o reconocimiento
- Y - Vigilancia (detección y seguimiento de blancos) y control (control de fuego y/o control aéreo)
- Z - Seguridad (solo usado por la NSA)

#### Número Dash
A continuación de la designación de tres letras hay un número dash, que indica la versión.

#### Variantes y equipo de entrenamiento
El sufijo de tres caracteres "(V)" (mayúscula V) seguido por un identificador numérico generado serialmente es agregado a la designación de tres letras mostrado anteriormente para especificar una configuración de hardware en particular.
Un sufijo "(T)" (mayúscula T) indica que es un sistema para entrenamiento.
Por ejemplo:
AN/ABC-1(V)4 sería la cuarta variante del equipo AN/ABC-1.

### Subsistemas
Los subsistemas ("grupos") están designados por un código de dos letras (sin el prefijo AN/), seguidos por un número, seguidos por un slash ('/') y una, dos o tres letras de los códigos de tres letras para los sistemas. Por ejemplo, BA-1234/PRC sería una batería para conjuntos de radios portátiles.

## Historia
El JETDS fue adoptado el 16 de febrero de 1943 por el Comité Conjunto de Comunicaciones (en inglés: Joint Communications Board) para todos los equipos aerotransportados, de radio y radar del ejército y la armada. Con el tiempo fue extendido para cubrir al Cuerpo de Marines de los Estados Unidos y al equipamiento de los buques, submarinos de la armada y al equipo electrónico terrestre. Cuando la fuerza aérea fue establecida como un departamento separado, continuó el uso del sistema para el equipamiento electrónico. El JTEDS fue adoptado por la guardia costera en el año 1950, por Canadá en el año 1951 y por la NSA en el año 1959 (aunque la NSA continuó usando su propia nomenclatura TSEC de seguridad de telecomunicaciones). En el año 1957 el Departamento de Defensa de Estados Unidos aprobó un estándar militar para la nomenclatura, la MIL-STD-196. El sistema ha sido modificado a medida que ha pasado el tiempo, con algunos tipos (por ejemplo: paloma mensajera -B-) eliminados y otros (por ejemplo: computadores y equipo criptográfico) agregados. La última versión, MIL-STD-196E, fue publicada en el año 1998.
- La base de datos BINCS del gobierno de Estados Unidos actualmente asigna el código 80058 del CAGE a los ítems JTEDS.

- Para crear asignar un código JTEDS se usa el formulario DD-61, Solicitud para Nomenclatura, es el Sistema Automatizado de Designación de Tipo de Electrónica Conjunto (en inglés: Joint Electronic Type Designation Automated System) (JETDAS).